# OMX Tallinn Index
Der OMX Tallinn GI (OMXT) ist ein von Nasdaq, Inc. Group berechneter Aktienindex mit der Internationalen Wertpapierkennnummer EE0000000008. 
Er beinhaltet die an der estländischen Börse, der Nasdaq Tallinn, gehandelten Aktiengesellschaften. Enthalten sind in dem All-Share-Index alle 14 Unternehmen aus den Handelssegmenten Main und Secondary List. Die Unternehmen werden nach der Marktkapitalisierung gewichtet. Den größten Anteil am Index hat der in Estland ansässige Finanzdienstleister LHV Group AS.

## Unternehmen im OMXT
Die Unternehmen im OMXT sind:
- LHV Group
- Merko Ehitus
- Tallink Grupp
- Tallinna Kaubamaja Grupp
- Tallinna Vesi
- Harju Elekter
- Pro Kapital Grupp
- Silvano Fashion Group
- Arco Vara
- Ekspress Grupp
- Nordecon
- Nordic Fibreboard
- Trigon Property Development
- PRFoods